# 恩西纳科尔瓦
恩西纳科尔瓦，是西班牙阿拉贡自治区萨拉戈萨省的一个市镇。 总面积37平方公里，总人口300人（2001年），人口密度8人/平方公里。